# هارتس (مجارستان)
هارتس (به مجاری:  Harc) یک شهرداری در مجارستان است که در ناحیه سکسارد واقع شده‌است. هارتس ۱۵٫۸۶ کیلومتر مربع مساحت و ۹۱۵ نفر جمعیت دارد.